# 9 to 5 (bài hát của Dolly Parton)
"9 to 5" là một bài hát của nghệ sĩ thu âm người Mỹ Dolly Parton nằm trong album nhạc phim của bộ phim năm 1980 cùng tên mà bà cũng tham gia thủ vai chính. Ngoài ra, bài hát còn xuất hiện trong album phòng thu hát đơn thứ 23 của nữ ca sĩ, 9 to 5 and Odd Jobs (1980). Nó được phát hành như là đĩa đơn đầu tiên trích từ hai album vào ngày 29 tháng 11 năm 1980 bởi RCA Records. "9 to 5" được viết lời bởi Parton dựa trên ý tưởng từ bộ phim về việc ủng hộ tổ chức 9to5 được thành lập nhằm mục đích mang lại sự đối xử công bằng hơn cho phụ nữ tại môi trường làm việc, trong khi phần sản xuất được đảm nhiệm bởi chỉ huy cho ban nhạc của bà trong những chuyến lưu diễn Gregg Perry. Đây là một bản country pop mang nội dung đề cập đến hành trình của một người phụ nữ về một ngày vất vả từ nơi làm việc đến khi trở về nhà, trong đó sử dụng thuật ngữ "nine to five" để diễn tả cảm giác buồn chán và áp lực mà cô phải đối mặt hằng ngày.
Sau khi phát hành, "9 to 5" nhận được những phản ứng tích cực từ các nhà phê bình âm nhạc, trong đó họ đánh giá cao chất giọng của Parton, quá trình sản xuất cũng như thông điệp truyền tải của nó. Ngoài ra, bài hát còn gặt hái nhiều giải thưởng và đề cử tại những lễ trao giải lớn, bao gồm đề cử giải Quả cầu vàng và Oscar cho Bài hát gốc xuất sắc nhất cũng như ba đề cử giải Grammy cho Bài hát của năm, Trình diễn giọng Đồng quê nữ xuất sắc nhất và Bài hát Đồng quê xuất sắc nhất tại lễ trao giải thường niên lần thứ 24, và chiến thắng hai giải sau. "9 to 5" cũng tiếp nhận những thành công vượt trội về mặt thương mại, đứng đầu bảng xếp hạng ở Canada và lọt vào top 10 ở hầu hết những quốc gia nó xuất hiện, bao gồm những thị trường lớn như Úc, Áo, Bỉ, New Zealand và Thụy Điển. Tại Hoa Kỳ, nó đạt vị trí số một trên bảng xếp hạng Billboard Hot 100 trong hai tuần không liên tiếp, trở thành đĩa đơn quán quân đầu tiên của Parton và cũng như là đĩa đơn thứ 500 đứng đầu bảng xếp hạng tại đây.
Một video ca nhạc cho "9 to 5" đã được phát hành, trong đó bao gồm những cảnh Parton trình diễn bài hát ở một căn phòng với những thành viên trong ban nhạc, xen kẽ với những hình ảnh từ bộ phim. Để quảng bá bài hát, nữ ca sĩ đã trình diễn nó trên nhiều chương trình truyền hình và lễ trao giải lớn, bao gồm Bandstand, The Merv Griffin Show và giải Oscar lần thứ 53, cũng như trong nhiều chuyến lưu diễn của bà. Được ghi nhận là bài hát trứ danh trong sự nghiệp của Parton, "9 to 5" đã được hát lại và sử dụng làm nhạc mẫu bởi nhiều nghệ sĩ, như Reba McEntire, Kylie Minogue, Robbie Williams và Carrie Underwood, cũng như xuất hiện trong nhiều tác phẩm điện ảnh và truyền hình, bao gồm Alvin and the Chipmunks, American Dad!, Deadpool 2, The Simpsons và Sing. Ngoài ra, bài hát còn nằm trong những album tuyển tập của nữ ca sĩ, như Greatest Hits (1982), The Best There Is (1987), Ultimate Dolly Parton (2003) và The Very Best of Dolly Parton (2007).

## Danh sách bài hát
Đĩa 7"
1. "9 to 5" – 2:42
2. "Sing for the Common Man" – 3:46

## Xếp hạng
| Bảng xếp hạng (1980-81)               | Vị trí cao nhất |
| ------------------------------------- | --------------- |
| Úc (Kent Music Report)                | 9               |
| Áo (Ö3 Austria Top 40)                | 5               |
| Bỉ (Ultratop 50 Flanders)             | 5               |
| Canada (RPM)                          | 1               |
| Canada Country (RPM)                  | 1               |
| Đức (Official German Charts)          | 46              |
| Hà Lan (Dutch Top 40)                 | 10              |
| Hà Lan (Single Top 100)               | 15              |
| New Zealand (Recorded Music NZ)       | 9               |
| Nam Phi (Springbok Radio)             | 9               |
| Thụy Điển (Sverigetopplistan)         | 6               |
| Anh Quốc (OCC)                        | 47              |
| Hoa Kỳ Billboard Hot 100              | 1               |
| Hoa Kỳ Adult Contemporary (Billboard) | 1               |
| Hoa Kỳ Hot Country Songs (Billboard)  | 1               |

| Bảng xếp hạng (1981)              | Vị trí |
| --------------------------------- | ------ |
| Australia (Kent Music Report)     | 56     |
| Belgium (Ultratop 50 Flanders)    | 45     |
| Canada (RPM)                      | 6      |
| Canada Country (RPM)              | 37     |
| Netherlands (Dutch Top 40)        | 84     |
| Netherlands (Single Top 100)      | 76     |
| US Billboard Hot 100              | 9      |
| US Adult Contemporary (Billboard) | 9      |

| Bảng xếp hạng        | Vị trí |
| -------------------- | ------ |
| US Billboard Hot 100 | 468    |

## Chứng nhận
| Quốc gia                                                    | Chứng nhận | Số đơn vị/doanh số chứng nhận |
| ----------------------------------------------------------- | ---------- | ----------------------------- |
| Canada (Music Canada)                                       | Vàng       | 75.000^                       |
| Đan Mạch (IFPI Đan Mạch)                                    | Vàng       | 45.000‡                       |
| Anh Quốc (BPI)                                              | Bạch kim   | 600.000‡                      |
| Hoa Kỳ (RIAA)                                               | Bạch kim   | 1.000.000‡                    |
| ‡ Chứng nhận dựa theo doanh số tiêu thụ và phát trực tuyến. |            |                               |